# 拉尼贝德
拉尼贝德（羅馬化：Irāṇippēṭṭai，坦米爾語發音：[(ɨ)ˈɾaːɳipːeːʈːɛi]）是印度泰米尔纳德邦拉尼贝德县的一个城镇。总人口47236（2001年）。

## 人口
该地2001年总人口47236人，其中男性23026人，女性24210人；0—6岁人口4961人，其中男2552人，女2409人；识字率78.77%，其中男性为83.31%，女性为74.47%。